# نماذج الخرسانة العازلة

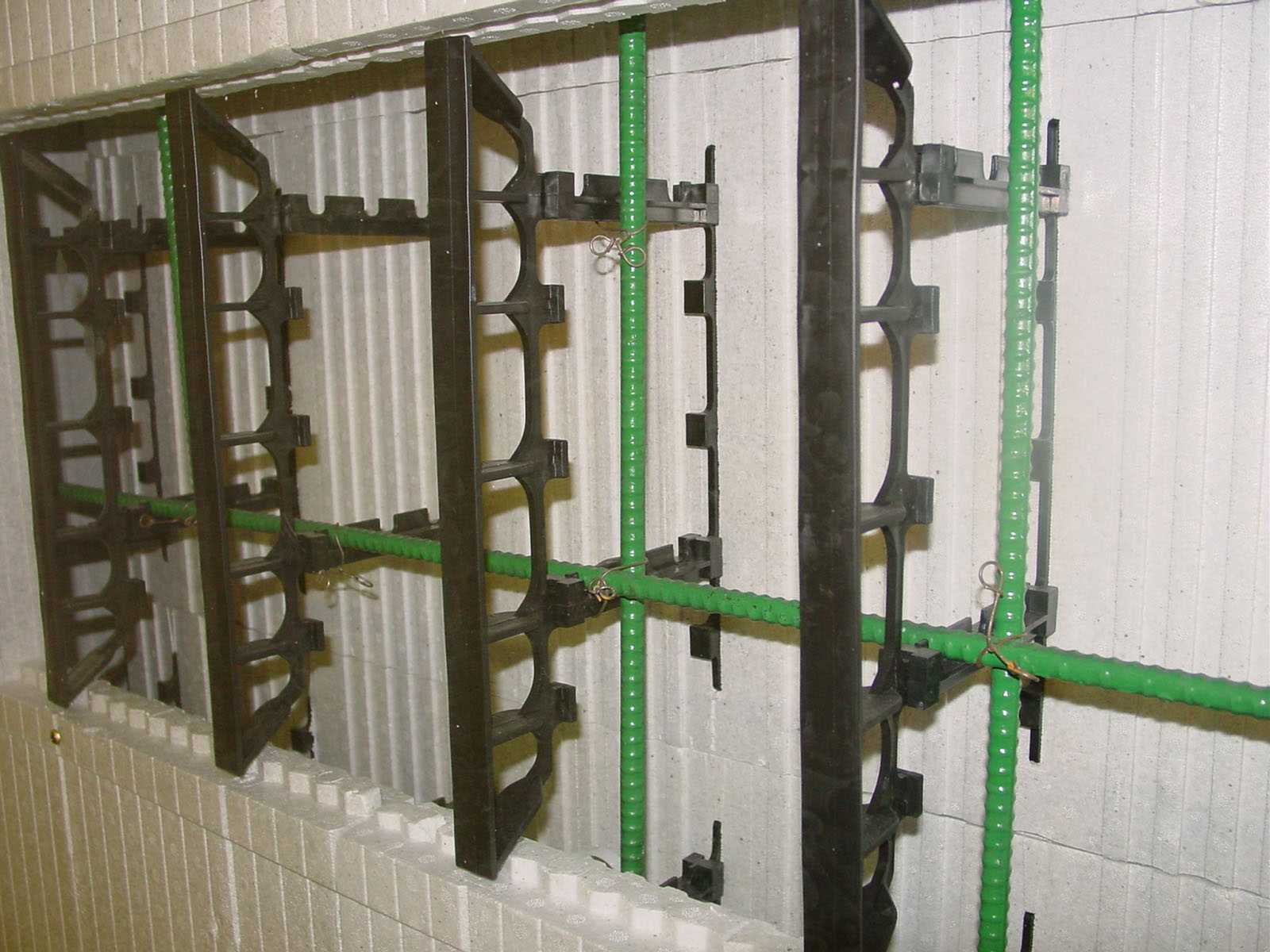
نماذج الخرسانة العازلة

نماذج الخرسانة العازلة أو نماذج الخرسانة المعزولة أحد أنظمة صب الخرسانة المسلحة، عادةً ما تكون مصنوعة من مادة صلبة عازلة للحرارة والتي تعمل في مكانها كركيزة داخلية وخارجية دائمة للجدران والأرضيات والأسقف. النماذج عبارة عن وحدات قياسية متشابكة مكدسة بشكل جاف (دون ملاط) وتُملأ بالخرسانة. تُثبت الوحدات مع بعضها البعض، مثل: مكعبات ليجو، وتشكل نموذجًا للجدران أو الأرضيات الهيكلية للمبنى. أصبح استخدام نماذج الخرسانة العازلة في البناء أمرًا مألوفًا لكلٍ من المباني التجارية منخفضة الارتفاع والمباني السكنية عالية الأداء، إذ اُعتمدت قوانين صارمة أكثر كفاءة لاستخدام الطاقة وقوانين البناء المقاومة للكوارث الطبيعية. تُستخدم نماذج الخرسانة العازلة مع الأساسات الضحلة المحمية من الصقيع، والتي ابتكرتها شركة ليجاليت السويدية. صممت ليجاليت أول بلاطة واستخدمتها في البناء في مدينة كونغالف بالسويد في عام 1983، والتي لديها نظام تسخين بدائي لتدفئة الهواء المار في أنابيب صب البلاطة الخرسانية. يوجد حاليًا أكثر من 20 مليون قدم مربع من أنظمة ليجاليت الأرضية المشعة لتدفئة الهواء المرُكبة في جميع أنحاء العالم.

## تطورها
طُورت النماذج الأولى لجدران الخرسانة العازلة من البوليسترين الموسع في أواخر الستينيات من القرن العشرين بعد انتهاء صلاحية براءة الاختراع الأصلية وظهور البلاستيك الرغوي الحديث من قبل شركة باسف. قدم المقاول الكندي فيرنر غريغوري أول براءة اختراع لنموذج من الخرسانة الرغوية في عام 1966، وهي كتلة «يبلغ ارتفاعها 16 بوصة وطولها 48 بوصة، مزودة بمشابك ذات ألسنة وأخاديد وأربطة معدنية وقلب من المربعات المجوفة». من الصحيح الإشارة إلى أن الشكل البدائي لصب الخرسانة في نماذج الخرسانة العازلة يعود إلى عام 1907، كما يظهر في براءة الاختراع المعنونة باسم «كتلة البناء»، للمخترع إل آر فرانكلين. فرضت براءة الاختراع طوبة متوازية الشكل ذات تجويف أسطواني مركزي، متصلة بالوجهين العلوي والسفلي بواسطة تخويش.
زاد الاعتماد على استخدام نماذج الخرسانة العازلة في البناء بشكل متزايد منذ سبعينيات القرن الماضي، على الرغم من العوائق في البداية بسبب قلة الوعي وقوانين البناء والتشوش الناتج عن العديد من الشركات المُصنعة المختلفة التي تبيع تصاميم مختلفة قليلاً لنماذج الخرسانة العازلة بدلًا من التركيز على توحيد مقاييس الصناعة. أصبح استخدام نماذج الخرسانة العازلة في البناء الآن جزءًا من معظم قوانين البناء ومقبولًا في معظم السلطات القضائية في دول العالم المتقدم.

## عمليات البناء
تُصنع نماذج الخرسانة العازلة من أي من المواد التالية:
- رغوة البوليسترين (الأكثر انتشارًا الموسع أو عن طريق البثق).
- رغوة البولي يوريثان (بما في ذلك رغوة فول الصويا).[4]
- ألياف الخشب المدعمة بالأسمنت.
- خرز البوليسترين المدعم بالأسمنت.
- الخرسانة الخلوية.

تُوضع عادةً أسياخ الصلب المسلحة (حديد التسليح) داخل النماذج قبل صب الخرسانة لإكسابها قوة الانحناء، على غرار الجسور والمباني عالية الارتفاع المصنوعة من الخرسانة المسلحة. تُملأ النماذج بالخرسانة، مثل: القوالب الخرسانية الأخرى، باستخدام «مجموعة مضخات» عالية بارتفاع من 1 قدم إلى 4 أقدام للتحكم في ضغط الخرسانة وتقليل خطر الانفجارات.
بعد معالجة الخرسانة، تُترك النماذج في مكانها باستمرار لتزويدها بفوائد متنوعة، اعتمادًا على المواد المستخدمة:
- العزل الحراري
- مقاومة انتشار الحريق.
- المسافة اللازمة لتركيب التوصيلات الكهربائية وأعمال السباكة. تستوعب مواد النماذج الموجودة على جانبي الجدران التركيبات الكهربائية وأعمال السباكة بسهولة.
- دعم الجدران الجافة أو غيرها من التشطيبات الداخلية الأخرى والجص والطوب أو أي كساء خارجي آخر.
- تحسين جودة الهواء الداخلي.
- مستويات الرطوبة المقررة ونمو العفن المخفف (عازل الرطوبة).

## اعتبارات تصميم المباني
عند تصميم مبنى باستخدام نماذج الخرسانة العازلة في جدران البناء، يجب الأخذ في الاعتبار دعم وزن أي جدران لا تقع مباشرة على الجدران الأخرى أو على أساسات المبنى. يجب أيضًا الأخذ في الاعتبار أن الجزء الحامل لحمل جدار من نماذج الخرسانة العازلة هو الخرسانة، والتي تكون بدون تجهيزات خاصة، ولا تمتد في أي اتجاه إلى حافة النماذج. يجب تنظيم وضع الأجزاء الرأسية للخرسانة بالنسبة لأنظمة الشبكات والأعمدة والعتب بهذه الطريقة (على سبيل المثال، البدء من الزوايا أو الفواصل المقابلة (مثل: المداخل) والعمل على الالتقاء بالجدار غير المكسور) لنقل الحمولة بشكل صحيح من العتب (أو الكمرة الساندة) إلى السطح الداعم للجدار.

## تكلفتها
تُعتبر التكلفة الأولية لاستخدام نماذج الخرسانة العازلة بدلاً من تقنيات البناء التقليدية حساسة بالنسبة لسعر المواد والعمالة، ولكن يضيف البناء باستخدام نماذج الخرسانة العازلة من 3 إلى 5 بالمائة من إجمالي سعر الشراء على البناء باستخدام الإطارات الخشبية. يُكلف استخدام نماذج الخرسانة العازلة في معظم الحالات حوالي 40% أقل من البناء التقليدي (بالنسبة للطابق السفلي) بسبب مدخرات العمالة من الجمع بين خطوات متعددة في خطوة واحدة. استخدام نماذج الخرسانة العازلة في البناء أكثر تكلفة عادة، ولكن عند إضافة فتحات كبيرة، يصبح استخدام نماذج الخرسانة العازلة في البناء فعالًا جدًا من حيث التكلفة. تتطلب الفتحات الكبيرة في البناء التقليدي روافع كبيرة وأعمدة ساندة، في حين يقلل استخدام نماذج الخرسانة العازلة في البناء من التكلفة، إذ لا يلزم سوى الصلب المقوى مباشرةً حول الفتحة.
يسمح استخدام نماذج الخرسانة العازلة في البناء بوحدات تدفئة وتبريد أصغر بنسبة تصل إلى 60% لخدمة نفس مساحة الأرضية، مما يمكن أن يخفض تكلفة المنزل النهائي بما يقدر بنحو 0.75 دولار للقدم المربع. لذلك، يكون صافي التكلفة الإضافية المقدرة من 0.25 دولار إلى 3.25 دولار. يؤهل استخدام نماذج الخرسانة العازلة في المنازل أيضًا الحصول على ائتمانات ضريبية، مما يؤدي إلى تخفيض التكاليف بصورة كبيرة.
تُعد المباني المستخدمة لنماذج الخرسانة العازلة أقل تكلفة بمرور الوقت، إذ تتطلب طاقة تسخين وتبريد أقل لنفس المساحة مقارنةً بأساليب البناء الشائعة المتنوعة الأخرى. بالإضافة إلى ذلك، تكون تكاليف التأمين أقل من ذلك بكثير، إذ أن استخدام نماذج الخرسانة العازلة في المنازل يكون أقل عرضة للتضرر من الزلازل والفيضانات والأعاصير والحرائق والكوارث الطبيعية الأخرى. تقل تكاليف الصيانة والوقاية أيضًا، إذ لا تحتوي المباني المستخدمة لنماذج الخرسانة العازلة على خشب، والذي يمكن تعفنه بمرور الوقت أو تعرضه للهجوم من الحشرات والقوارض.

## مميزاتها
يوفر استخدام نماذج الخرسانة العازلة في البناء القوة ومقاومة الصدمات والمتانة والعزل الممتاز للصوت والشد المحكم، وذلك في المناطق الزلزالية والمعرضة للأعاصير. استخدام نماذج الخرسانة العازلة في البناء أمر مثالي في المناخات المعتدلة والمختلفة مع اختلافات كبيرة في درجات الحرارة اليومية، في المباني المصممة للاستفادة من استراتيجيات الكتلة الحرارية.